# Casbia celidosema
Casbia celidosema är en fjärilsart som beskrevs av Turner 1947. Casbia celidosema ingår i släktet Casbia och familjen mätare. Inga underarter finns listade i Catalogue of Life.